# Elias Loomis
Elias Loomis (Willington, Connecticut, 1811. augusztus 7. – New Haven, Connecticut, 1889. augusztus 15.) amerikai matematikus és csillagász.

## Élete
New Havenben tanult, 1836-ig ott tudor, majd 1837-től a természeti tudományok tanára Ohióban a Western Reserve College-on, 1844-től a New York-i egyetemen, végül 1860-tól a Yale College-on New Havenben tanár. 1845-től 1849-ig telegráfikus úton New York és más városok hosszasági különbségeit, valamint az elektromos áram sebességét határozta meg, majd pedig meteorológiával foglalkozva a viharokról, a tornádókról, az északi fény időszakosságáról, a barometrikus maximumok- és minimumokról és a csapadékokról értekezett.

## Főbb munkái
- Plane and spherical trigonometry (New-York 1848)
- Progress of astronomy (1850 és 1856)
- Natural philosophy (1858)
- Practical astronomy (1855 és 1865)
- Treatise of meteorology (1868)
- Elements of astronomy (1869)